# 1818 في المملكة المتحدة
فيما يلي قوائم الأحداث التي وقعت خلال عام 1818 في المملكة المتحدة.

## سياسة

### تعيين في المنصب
- 24 يناير – فريديريك روبنسون رئيس مجلس التجارة [الإنجليزية]‏.

## مواليد

### يناير
- 1 يناير – جون جونز[1]

### يونيو
- 29 يونيو – ماير أمشيل دي روتشيلد[2]

### يوليو
- 30 يوليو – إيميلي برونتي[3]

### ديسمبر
- 24 ديسمبر – جيمس بريسكوت جول فيزيائي من المملكة المتحدة.[4]

## وفيات

### مايو
- 16 مايو – ماثيو لويس (مواليد 1775)

### أغسطس
- 22 أغسطس – وارين هاستينغز (مواليد 1732) سياسي من المملكة المتحدة.[5]